# Alexandru Ciucur
Alexandru Ciucur (Dorohoi, 1 de marzo de 1990) es un jugador de fútbol profesional rumano que juega en la demarcación de centrocampista en el F. C. Dunărea Călărași de la Liga II.

## Biografía
Debutó como futbolista profesional con el FC Internațional Curtea de Argeș en 2008 a los 18 años de edad. Tras jugar un par de años en el club, fichó por el CS Pandurii Târgu Jiu y a los pocos días fue cedido al CSM Râmnicu Vâlcea y al año siguiente, tras volver de cesión, fue cedido de nuevo al CS Mioveni y al CS Municipal Studențesc Iași. En 2013 volvió al CS Pandurii Târgu Jiu, y tras otra breve estancia de cesión al CSMS Iași, en 2016 fue traspasado finalmente.

## Clubes
| Club                             | País    | Año       | Partidos | Goles |
| -------------------------------- | ------- | --------- | -------- | ----- |
| FC Internațional Curtea de Argeș | Rumania | 2008-2010 | 28       | 3     |
| CSM Râmnicu Vâlcea (cedido)      | Rumania | 2010      | ¿?       | ¿?    |
| CS Pandurii Târgu Jiu            | Rumania | 2010-2011 | 13       | 4     |
| CS Mioveni (cedido)              | Rumania | 2011      | 10       | 0     |
| CSMS Iași (cedido)               | Rumania | 2011-2013 | 48       | 6     |
| CS Pandurii Târgu Jiu            | Rumania | 2013-2014 | 33       | 4     |
| CSMS Iași (cedido)               | Rumania | 2014-2015 | 33       | 3     |
| CS Pandurii Târgu Jiu            | Rumania | 2015-2016 | 35       | 0     |
| CSMS Iași                        | Rumania | 2016-2017 | 34       | 3     |
| ACS Poli Timișoara               | Rumania | 2017-2018 | 38       | 3     |
| F. C. Voluntari                  | Rumania | 2018      | 17       | 0     |
| F. C. UTA Arad                   | Rumania | 2019-2020 | 20       | 2     |
| F. C. Dunărea Călărași           | Rumania | 2020-     | 7        | 2     |